# Pariyata
En la mitología hinduista, pariyata es un árbol celestial, célebre por su belleza y por el perfume de sus flores. 
Era uno de los principales ornamentos del paraíso del dios védico Indra, hasta que la Suprema Personalidad de Dios Sri Krishna lo tomo para complacer a una de sus amadas 16.108  Esposas Satyabhama.

## Nombre sánscrito
- pārijāta, en el sistema AITS (alfabeto internacional para la transliteración del sánscrito).[1]
- पारिजात, en escritura devanagari del sánscrito.[1]
- Pronunciación:
  - /pariyáta/ o /parisháta/ en sánscrito[1]
- Etimología:[1]
  - pari: ‘alrededor’, cognado del griego peri;
  - yata: ‘engendrado’, ‘nacido’, ‘producido’

## Árbol
Existen dos hipótesis acerca de qué árbol es el pariyata:
- el Nyctanthes arbor-tristis o
- el árbol de coral (Erythrina Indica), que en junio pierde sus hojas y se cubre de grandes flores de color rojo intenso.